# Deutsch-Französisches Parlamentsabkommen
Das Deutsch-Französische Parlamentsabkommen (französisch Accord Parlementaire franco-allemand) ist ein am 25. März 2019 geschlossenes Abkommen zwischen dem Deutschen Bundestag und der französischen Nationalversammlung.

## Vorgeschichte und Unterzeichnung
Den Auftrag für das Parlamentsabkommen haben Bundestag und Nationalversammlung 2018 anlässlich des 55. Jahrestages des Élysée-Vertrags am 22. Januar 2018 erteilt, um die Beziehungen zwischen den Parlamenten zu vertiefen.
Das Parlamentsabkommen wurde durch die Deutsch-Französische Arbeitsgruppe, bestehend aus jeweils neun Abgeordneten des Deutschen Bundestages und der Assemblée nationale erarbeitet. Die Arbeitsgruppe wurde durch Entschließungsantrag vom 22. Januar 2018 eingesetzt und hat nach sechs gemeinsamen Sitzungen in Berlin, Paris und Straßburg am 8. Oktober 2018 ihre Beratungen zur inhaltlichen Ausgestaltung des Parlamentsabkommens abgeschlossen. Der ausverhandelte Text wurde am 14. November 2018 in Paris der Öffentlichkeit vorgestellt und durch Unterrichtung des Präsidenten am 30. November 2018 als Drucksache verteilt.
Der Arbeitsgruppe gehörten von Seiten des Deutschen Bundestags an: Andreas Jung (CDU, Vorsitzender), Reinhard Brandl (CDU), Ursula Groden-Kranich (CDU), Christian Petry (SPD), Nils Schmid (SPD), Norbert Kleinwächter (AfD), Michael Georg Link (FDP), Fabio De Masi (Die Linke) und Franziska Brantner (Bündnis 90/Die Grünen).
Der Deutsche Bundestag und die französische Assemblée nationale haben in getrennten Sitzungen am 11. März 2019 in Paris und am 20. März 2019 in Berlin das Deutsch-Französische Parlamentsabkommen mit großer Mehrheit verabschiedet. Das Abkommen wurde am 25. März 2019 in Paris von den Parlamentspräsidenten Wolfgang Schäuble und Richard Ferrand unterschrieben.

## Inhalt
Wichtigster Bestandteil des Abkommens ist die Gründung einer Deutsch-Französischen Parlamentarischen Versammlung, durch die die Zusammenarbeit der beiden Parlamente einen neuen institutionellen Rahmen erhält. Die Versammlung tagt mindestens zweimal im Jahr öffentlich, in der Regel abwechselnd in Deutschland und Frankreich, unter Leitung der beiden Parlamentspräsidenten. Die konstituierende Sitzung der Versammlung fand am 25. März 2019 in Paris statt. Die Versammlung besteht aus insgesamt 100 Mitgliedern (fünfzig Mitglieder des Deutschen Bundestages und fünfzig Mitglieder der Assemblée nationale).
Zusätzlich dazu sollen der Deutsche Bundestag und die Assemblée nationale mit allen Mitgliedern zu Sitzungen als Gemeinsame Versammlung in regelmäßigen Abständen, mindestens jedoch alle vier Jahre, in Deutschland oder in Frankreich zusammenkommen, um gemeinsame Prioritäten zu erörtern und gemeinsame Erklärungen zu beschließen.
Die Ausschüsse der beiden Parlamente werden zu einer engen Zusammenarbeit in Fragen von gemeinsamem Interesse ermutigt. Sie umfasst unter anderem den Austausch und die Koordinierung aktueller Gesetzgebungsvorhaben der Europäischen Union oder gemeinsame Sitzungen und Delegationsreisen.
Die Mitglieder der Ausschüsse für europäische Angelegenheiten sind grundsätzlich befugt, an den Sitzungen des jeweils anderen Parlaments ohne Stimmrecht teilzunehmen.
Ein verstärkter Austausch auf Ebene der Abgeordneten, der Fraktionen sowie der Mitarbeiter der Fraktionen und Abgeordneten und der Verwaltungen soll zur Vertiefung der deutsch-französischen Beziehungen beitragen. Zugleich soll der Ausbau des Deutsch-Französischen Parlaments-Praktikums gefördert werden.